# Paridad R
La paridad R es una hipotética simetría en física de partículas. En el Modelo Mínimo Estándar Supersimétrico (MSSM), el número bariónico y el número leptónico no se conservan por todos los acoplamientos renormalizables de la teoría. Dado que estas leyes de conservación se han comprobado experimentalmente de forma muy precisa, los acoplamientos que los violan deben ser muy pequeños para no contradecir las observaciones. La paridad R es una simetría {\displaystyle \mathbb {Z} _{2}} que actúa sobre los campos del MSSM definida como
{\displaystyle P_{\mathrm {R} }=(-1)^{3B+L+2s},}
o, de forma equivalente, como
{\displaystyle P_{\mathrm {R} }=(-1)^{3(B-L)+2s},}
donde s es el espín, B el número bariónico, y L el número leptónico. Todas las partículas del modelo estándar tienen paridad R +1, y las partículas supersimétricas paridad R -1.

## Acoplamientos que violan la paridad R en el MSSM
Los acoplamientos renormalizables del MSSM que violan la paridad R son:
- {\displaystyle \int d^{2}\theta \;\lambda _{1}\;U^{c}D^{c}D^{c}} viola B por 1 unidad. La acotación más fuerte para este término proviene de la no observación de oscilaciones neutrón-antineutrón.

- {\displaystyle \int d^{2}\theta \;\lambda _{2}\;QD^{c}L} viola L por 1 unidad. La acotación más fuerte de este término esla violación de la universalidad dr la constante de Fermi {\displaystyle G_{F}} en desintegraciones con corrientes cargadas de quarks y leptones.

- {\displaystyle \int d^{2}\theta \;\lambda _{3}\;LE^{c}L} viola L por 1 unidad. La acotación más fuerte de este término esla violación de la universalidad dr la constante de Fermi {\displaystyle G_{F}} en desintegraciones con corrientes cargadas de quarks y leptones..

- {\displaystyle \int d^{2}\theta \;\kappa \;LH_{u}} viola L por 1 unidad. La acotación de este término proviene de la masa de los neutrinos.

Aunque las cotas para los acoplamientos indivinduales son bastante fuertes, si se combinan varias dan lugar a la desintegración del protón. Por lo tanto hay cotas más restrictivas en los acoplamientos teniendo en cuenta la tasa máxima de desintegración del protón.

## Desintegración del protón
Si los números bariónico y leptónico no se conservan y se asumen acoplamientos que violan la paridad R de orden {\displaystyle {\mathcal {O}}(1)}, el protón se puede desintegrar en aproximadamente en 10−2 segundos, o si se asume violación mínima del sabor, su vida media se puede extender a 1 año. Dado que se ha observado que la vida media del protón es mayor que 1033 a 1034 años (dependiendo del canal de desintegración), lo que desfavorecería enormemente el modelo. 
La paridad R hace que todos los términos renormalizables que violan el número bariónico o leptónico sean cero. De este modo el protón es estable al nivel renormalizable, y su vida media aumenta a 1032 años, casi compatible con las observaciones actuales.

Como la desintegración del protón involucra la violación tanto del número bariónico como el leptónico, la existencia de un único acoplamiento renormalizable que viole la paridad R no conduce a la desintegración del protón. La hipótesis del dominio de un único acoplamiento estudia casos de violación de la paridad R solamente en un acoplamiento.

## Posibles orígenes de la paridad R
Una forma interesante de motivar la existencia de la paridad R es mediante una simetría gauge continua B − L que se rompe espontáneamente a energías actualmente inaccesibles experimentalmente. Una simetría continua {\displaystyle U(1)_{B-L}} prohíbe los términos normalizables que violan B y L. Si {\displaystyle U(1)_{B-L}} solo se rompe mediante el valor esperado en el vacío de un escalar (u otro parámetro de orden) que tenga un valor de 3(B – L) entero y par, entonces existe un subgrupo discreto de simetría conservado con las propiedades deseadas. ETs esencial que el sneutrino (el compañero supersimétrico del neutrino) no desarrolle un valor esperado en el vacío. Este requerimiento se verifica fenomenológicamente que se cumple en cualquier teoría en la que se rompa {\displaystyle U(1)_{B-L}} a energías muy superiores a la escala electrodébil, como es el caso de las teorías basadas en el mecanismo del balancín a energías altas.  En consecuencia, en estas teorías la paridad R es exacta a cualquier energía.
La paridad R puede surgir de manera natural en algunas teorías de gran unificación SO(10). Estas teorías contienen una paridad espinorial impuesta por los acoplamientos invariantes SO(10) entre los fermiones del modelo estándar (en la representación espinorial, de dimensión 16) y el Higgs (en la representación vectorial, de dimensión 10). Tras la ruptura espontánea GUT, en ciertas condiciones, una parte de la paridad espinorial se sigue conservando y da lugar a la paridad R.

## Candidato a materia oscura
Si se preserva la paridad R, la partícula supersimétrica más ligera no puede desintegrarse. Esta partícula ligera, en caso de existir, podría dar cuenta de la masa del universo no observada, generalmente denominada materia oscura. Típicamente el candidato a materia oscura del MSSM es una mezcla de gauginos electrodbiles y Higgsinos denominada neutralino. Para ajustarse a las observaciones, se asume que esta partícula tendría una masa entre 100 GeV/c2 y 1 TeV/c2, sería neutra y solo interactuaría mediante las interaccions débil y gravitatoria.